# マイクロコッカス属
マイクロコッカス属（マイクロコッカスぞく、Micrococcus）又はミクロコッカス属（ミクロコッカスぞく）はグラム陽性細菌に分類される真正細菌の一属。

## 名称
"mikros"はギリシャ語で「小さい」を意味する男性形容詞で、"coccus"は、ギリシャ語で「種子」を表す男性名詞"kokkos"に由来する「球菌」を意味する名詞で、Micrococcusとは「小さな球菌」を意味する。

## 特徴
食品腐敗の菌種が多い。分類上は放線菌に含まれるが、菌糸形成能力はない。土壌や多様な水系に広く分布する。

## 代表的な菌種
マイクロコッカス・ルテウス(M. luteus)
ヒトの常在菌。グラム陽性球菌。自然界に広く分布。MAN,SAC非分解。
(M. lylae)
ヒトの常在菌。グラム陽性球菌。自然界に広く分布。MAN,SAC非分解。
(M. antarcticus)
(M. flavus)